# 데이터 교환
데이터 교환(data exchange)은 원본 스키마(source schema)로 구조화된 데이터를 취한 다음 이를 대상 스키마(target schema)의 구조로 변환하는 과정이며 이 경우 대상 데이터가 원본 데이터를 정확히 표현할 수 있게 된다. 데이터 교환을 통해 각기 다른 컴퓨터 프로그램 간에 데이터를 공유할 수 있다.
데이터 교환의 경우 데이터가 실제로 재구성(데이터 손실 가능성이 있음)된다는 점을 제외하면 데이터 통합 관련 개념과 비슷하다. 모든 제약조건마다 인스턴스를 변환하는 방법은 없을 수 있다. 이와는 반대로, 최상의 솔루션이 식별되고 정당화된 경우 인스턴스 변환 방법이 무수히(잠재적으로는 무한히 많이) 존재할 수 있다.

## 데이터 교환 언어
데이터 교환은 언어/포맷은 도메인 의존 언어이며 어떠한 종류의 데이터에 대해서라도 사용이 가능하다.

### 데이터 교환에 대중적으로 쓰이는 언어
|         | 스키마    | 유연함     | 시맨틱 확인 | 사전       | 정보 모델 | 동음이의어, 유의어 | 방언   | 웹 표준 | 변환      | 가벼움(Lightweight) | 인간이 읽을 수 있음 | 호환성                |
| ------- | --------- | ---------- | ----------- | ---------- | --------- | ------------------ | ------ | ------- | --------- | ------------------- | ------------------- | --------------------- |
| RDF     | 예[1]     | 예         | 예          | 예         | 예        | 예                 | 예     | 예      | 예        | 예                  | 부분적              | 시맨틱 웹의 부분집합  |
| XML     | 예[2]     | 예         | 아니요      | 아니요     | 아니요    | 아니요             | 예     | 예      | 예        | 아니요              | 예                  | SGML, HTML의 하위집합 |
| 아톰    | 예        | 알 수 없음 | 알 수 없음  | 알 수 없음 | 아니요    | 알 수 없음         | 예     | 예      | 예        | 아니요              | 아니요              | XML 방언              |
| JSON    | 아니요    | 알 수 없음 | 알 수 없음  | 알 수 없음 | 아니요    | 알 수 없음         | 아니요 | 예      | 아니요    | 예                  | 예                  | YAML의 부분집합       |
| YAML    | 아니요[3] | 알 수 없음 | 알 수 없음  | 알 수 없음 | 아니요    | 알 수 없음         | 아니요 | 아니요  | 아니요[3] | 예                  | 예[4]               | JSON의 확대집합       |
| REBOL   | 예[7]     | 예         | 아니요      | 예         | 아니요    | 예                 | 예     | 아니요  | 예[7]     | 예                  | 예[5]               |                       |
| Gellish | 예        | 예         | 예          | 예[8]      | 아니요    | 예                 | 예     | ISO     | 아니요    | 예                  | 부분적[6]           | SQL, RDF/XML, OWL     |

참고:
1. ^  RDF is a schema-flexible language.
2. ^  The schema of XML contains a very limited grammar and vocabulary.
3. ^  Available as an extension.
4. ^  In the default format, not the compact syntax.
5. ^  The syntax is fairly simple (the language was designed to be human-readable); the dialects may require en:domain knowledge.
6. ^  The standardized fact types are denoted by standardized English phrases, which interpretation and use needs some training.
7. ^  The Parse dialect is used to specify, validate, and transform dialects.
8. ^  The English version includes a Gellish English Dictionary-Taxonomy that also includes standardized fact types (= kinds of relations).

## 같이 보기
- 가벼운 마크업 언어
- RSS